# Отмарзінген
Отмарзінген (нім. Othmarsingen) — громада  в Швейцарії в кантоні Ааргау, округ Ленцбург.

## Географія
Громада розташована на відстані близько 80 км на північний схід від Берна, 13 км на схід від Аарау.
Отмарзінген має площу 4,7 км², з яких на 24,4% дозволяється будівництво (житлове та будівництво доріг), 34,5% використовуються в сільськогосподарських цілях, 40,7% зайнято лісами, 0,4% не є продуктивними (річки, льодовики або гори).

## Демографія
2019 року в громаді мешкало 2929 осіб (+23,2% порівняно з 2010 роком), іноземців було 25,7%. Густота населення становила 621 осіб/км².
За віковим діапазоном населення розподілялося таким чином: 21,6% — особи молодші 20 років, 65,2% — особи у віці 20—64 років, 13,1% — особи у віці 65 років та старші. Було 1234 помешкань (у середньому 2,4 особи в помешканні).
Із загальної кількості 1236 працюючих 26 було зайнятих в первинному секторі, 395 — в обробній промисловості, 815 — в галузі послуг.